# Évêché titulaire de Salona
Salona est un siège titulaire de l'Église catholique.

## Histoire
Il se réfère à un diocèse de la ville d'Amphissa dans la Grèce-Centrale. Au moment de la chute de Constantinople lors de la quatrième croisade en 1204 et de l'émergence ultérieure de l'Empire latin, Amphissa passe sous la domination franque. Dans le même temps, Amphissa est rebaptisée Salona par Boniface de Montferrat, le roi de Thessalonique. La fondation du diocèse remonte également à cette époque.

## Liste des évêques titulaires
| Évêque titulaire de Salona |                                |                                                                    |                   |                   |
| N.                         | Nom                            | Fonction                                                           | De                | à                 |
| 1                          | Gerhard                        | Évêque auxiliaire de Trèves                                        | 25 février 1429   | 8 janvier 1456    |
| 2                          | Sigismund Pirchan              | Évêque auxiliaire de Passau                                        | 1441              | 15 juin 1472      |
| 3                          | Albert Schönhofer              | Évêque auxiliaire de Passau                                        | 17 mai 1473       | 7 juillet 1493    |
| 4                          | Fernando del Barco             | Évêque auxiliaire de Salamanque                                    | 6 février 1521    | 1548              |
| 5                          | Augustin Mair                  | Évêque auxiliaire de Freising, Bâle, Wurtzbourg                    | 8 juin 1523       | 25 novembre 1543  |
| 6                          | Pedro Ruiz de la Kamera        | Évêque auxiliaire de Tolède                                        | 18 avril 1524     |                   |
| 7                          | Georg Flach                    | Évêque auxiliaire de Wurtzbourg                                    | 24 juin 1544      | 15 décembre 1564  |
| 8                          | Anton Resch                    | Évêque auxiliaire de Passau                                        | 17 mars 1567      | 23 janvier 1583   |
| 9                          | Diego de la Calzada            | Évêque auxiliaire de Tolède                                        | 17 février 1578   |                   |
| 10                         | Sebastian Bollinger            | Évêque auxiliaire de Wurtzbourg                                    | 16 juillet 1584   | 8 juillet 1590    |
| 11                         | Caesar Fedele                  | Évêque auxiliaire de Freising                                      | 13 août 1607      | 27 décembre 1620  |
| 12                         | Stephanus de Brito             | Archevêque coadjuteur de Cranganore                                | 1621              | 1624              |
| 13                         | Giovanni Pietro Volpi          | Évêque auxiliaire de Novara                                        | 23 mai 1622       | 10 mars 1629      |
| 14                         | Giuliano Viviani               | Évêque auxiliaire d'Ostie                                          | 19 novembre 1629  | 2 mai 1639        |
| 15                         | Jonas Jeronimas Krišpinas (pl) | Évêque auxiliaire de Vilnius                                       | 30 août 1694      | 19 septembre 1695 |
| 16                         | Anton Johann Zerr              | Évêque émérite de Tiraspol                                         | 23 novembre 1925  | 15 décembre 1932  |
| 17                         | František Zapletal             | Prévôt de la collégiale de Vyšehrad                                | 1933              | 20 août 1935      |
| 18                         | Giacomo Leone Ossola           | Vicaire apostolique de Harar, administrateur apostolique de Novara | 22 septembre 1937 | 9 septembre 1945  |
| 19                         | Thomas Lawrence Noa            | Évêque coadjuteur de Sioux City                                    | 22 février 1946   | 25 août 1947      |
| 20                         | Alain-Sébastien Le Breton      | Évêque émérite de Tamatave                                         | 15 mars 1957      | 16 décembre 1964  |